# Bacan
Bacan (en indonesio: Pulau Bacan) (antes Bachan, Bachian o Batchian; en neerlandés: Batjan') se refiere a un grupo de islas en las islas Molucas de Indonesia y a la isla más grande de ese grupo. Las islas son montañosas y boscosas. Las islas se encuentran al sur de Ternate y al oeste del extremo sur del brazo de Halmahera. Las islas más grandes, después de Bacan (con 1900 km², la 213.ª isla mayor del mundo), son Kasiruta y Mandioli. Hay docenas de pequeñas islas en el grupo.
El grupo es parte de la provincia de Molucas Septentrional, el kecamatan Bacan (subdistrito) incluye 56 000 habitantes de los cuales unos 8000 viven en la capital Labuha.
El interior de la isla es relativamente deshabitado y ninguno de los habitantes de la costa son nativos. Se componen de grupos como los sirani (descendientes de los portugueses cristianos), de los malayos, los papúas y los inmigrantes de otras islas. El número total de habitantes es de unos 13 000. La ciudad más importante de la isla es el subdistrito de la capital Labuha, situada en el lado oeste de la isla. Muy cerca se encuentra la ciudad de Amasing (o Amasingkota), que es un importante asentamiento en la isla.